# Desa Jambuir
Desa Jambuir är en administrativ by i Indonesien.   Den ligger i provinsen Jawa Timur, i den västra delen av landet, 800 km öster om huvudstaden Jakarta. Desa Jambuir ligger på ön Pulau Sapudi.